# John Ambrose Fleming
|  | Per a altres significats, vegeu «John Fleming (tirador)». |

Sir  John Ambrose Fleming  (Lancaster, 29 de novembre de 1848 - Devon, 18 d'abril de 1945) fou un físic i enginyer elèctric britànic.
Va estudiar a la University College School i més tard a la University College London. El novembre de 1904 va inventar el díode o vàlvula termoiònica usant l'efecte Edison que Edison havia descobert el 1883. Aquest invent és considerat l'inici de l'electrònica.
Com a reconeixement la Royal Society of Arts de Londres va premiar Fleming l'any 1921 amb la Gold Albert Medal i el 1929 va rebre el títol de sir.
Se'l considera com un dels precursors de l'electrònica.